# Синдром верхньої очної щілини
Синдром верхньої очної щілини (також синдром верхньої орбітальної щілини,  синдром Рошена-Дювінью) — сукупність симптомів, які виникають при здавленні структур верхньої орбітальної щілини, розміщеної поблизу верхівки орбіти.

## Етіологія
Найчастішою причиною розвитку синдрому верхньої очної щілини є травматичні ушкодження. Травматичний синдром верхньої очної щілини зазвичай виникає протягом перших 48 годин після травми, проте, в деяких випадках, може проявитись і за декілька днів. Іншими причними розвитку цього синдрому можуть бути: новоутвори, інфекія (менінгіт), сифіліс, синусит, оперізуючий герпес, запальний процес та васкулярні феномени (каротидно-кавернозна фістула, ретробульбарна гематома, каротидна аневризма).

## Фактори ризику
Єдиним відомим фактором ризику, що збільшує імовірність появи цього синдрому, є анатомічно вузька верхня орбітальна щілина.

## Анатомія
Верхня орбітальна щілина - анатомічний отвір, утворений великим, малим крилом та тілом крилоподібної кістки , що розташований дещо вище та латеральніше верхівки орбіти. В цій щілині міститься досить багато важливих структур, таких як: гілки очного нерва,  блоковий нерв, верхня та нижня гілки окорухового нерва, відвідний нерв, верхня та нижня очні вени.

## Симптоми
Симптоми які проявляються при виникненні синдрому верхньої орбітальної щілини напрямку корелюють із структурними елементами, що там знаходяться та піддаються здавленню. Найчастішими симптомами є:
- Повна офтальмоплегія: порушення рухомості ока у всіх напрямках, що рзвивається внаслідок здавлення чи пошкодження окорухового, блокового та відвідного нерва.
- Птоз: опущення верхньої повіки, що виникає внаслідок порушення інервації м'яза-піднімача верхньої повіки, який іннервується окоруховим нервом.
- Мідріаз: розширена зіниця через порушення парасимпатичної інервації окоруховим нервом.
- Сухість слизових оболонок ока: через порушення функції очної гілки трійчастого нерву, яка також здійснює іннервацію слізної залози.
- Порушення чутливості рогівки: через порушення афферентної (чутливої) іннервації трійчастим нервом.
- Хемоз : через порушення кровотоку та застою венозної крові.

## Діагностика
Діагностика синдрому верхньої очної щілини здійснюється на основі анамнезу, характериних симптомах, а також за допомогою даних комп'ютерної томографії (КТ) чи магнітнорезонансної томографії (МРТ) голови.

## Диференціальна діагностика
Диференціальну діагностику синдрому верхньої очної щілини слід проводити із:
- синдромом верхівки орбіти
- синдромом кавернозної пазухи
- каротидно-кавернозною фістулою
- синдромом Редера